# Umjeravanje
Umjeravanje, kalibriranje ili baždarenje je skup postupaka kojima se u određenim uvjetima uspostavlja odnos između vrijednosti mjernih veličina koje pokazuje neko mjerilo, neka tvarna mjera, neka usporedbena tvar ili neki mjerni sustav i odgovarajućih vrijednosti ostvarenih pramjerama.

## Pramjera
Pramjera ili etalon (franc. étalon < franački stalo: uzorak) je mjera, mjerilo, usporedbena tvar ili mjerni sustav koji su dogovorom, normom ili zakonom utvrđeni kao utjelovljenje neke mjerne jedinice (njezina dijela ili višekratnika) ili određene vrijednosti neke fizikalne veličine. Postoje međunarodne i državne pramjere te primarne, sekundarne, usporedbene, radne i posredničke pramjere. Nekada je metar bio određen međunarodnim prametrom, a kilogram je još danas određen međunarodnim prakilogramom; oba su pohranjena u Međunarodnom uredu za utege i mjere u Sèvresu kraj Pariza.